# Ню Брънзуик (град)
Ню Брънзуик (на английски: New Brunswick, звукови файлове и буквени символи за произношението , ) е град в Ню Джърси, Съединени американски щати, административен център на окръг Мидълсекс. Разположен е на десния бряг на река Раритан. Градът е основан през 1681, а от 1714 се нарича Ню Брънзуик по името на германския град Брауншвайг. Населението му е около 49 000 души (2000).

## Известни личности
Родени в Ню Брънзуик
- Нанси Дориан (р. 1936), езиковедка
- Майкъл Дъглас (р. 1944), актьор

## Източник на названието
1. ↑  www.census.gov
2. ↑  data.census.gov //   Посетен на 1 януари 2022 г.
3. ↑  „"Географски речник на задграничните страни, 1987 г.